# Waldschule Alpl
Die Waldschule Alpl steht in Alpl in der Marktgemeinde Krieglach im Bezirk Bruck-Mürzzuschlag in der Steiermark. Die ehemalige Waldschule ist heute ein Museum. Das Gebäude steht unter Denkmalschutz (Listeneintrag).

## Geschichte
Durch den Aufruf zu einer Spendenaktion gelang es dem Heimatdichter und Schriftsteller Peter Rosegger im Jahre 1902 die Waldschule am Alpl zu erbauen, um so die Landflucht zu bremsen. Nach der Schließung der Schule wegen Schülermangels 1975 wurde das Haus von Grund auf renoviert und mit Bertl Petrei 1982 zum Museum umgestaltet. Schulzimmer und Roseggerzimmer sind im Original erhalten. Die Waldschule beherbergt auch das Österreichische Wandermuseum.
Das Musikvideo zu Melissa Naschenwengs Single Difigiano wurde hier gedreht.